# Karim Mohammedzadeh
Karim Mohammedzadeh, född 1 juli 1963, förmodligen död 1 april 1990, var en kurdisk politisk flykting från Iran som mördades i Sverige 1990.

## Bakgrund
Mohammedzadeh var som Pêşmergesoldat aktiv i en kurdisk gerillaorganisation i Iranska Kurdistan som bekämpade den iranska regeringen. Efter att ha skadats i strid kom han som kvotflykting från ett flyktingläger i Irak till Sverige i december 1988 och fick asyl. Efter att först ha förts till Regionsjukhuset i Linköping kom Mohammedzadeh i januari 1989 till Nynäshamn tillsammans med en grupp om femton krigsskadade kurdiska flyktingar.

## Mordet
Den 2 april 1990 påträffades Mohammedzadeh död i sin lägenhet i Nynäshamn. Polisen fick larm om mordet vid 18-tiden sedan vänner till Mohammedzadeh kontaktat låssmed då de ej hört av honom sedan flera dygn. Kroppen påträffades i badkaret, som var vattenfyllt, och med huvudet nedåtvänt. Mordvapnet, en hammare, hade använts med våldsam kraft mot bakhuvudet. I hallen i lägenheten fanns en stor blodansamling, något som tyder på att mordgärningen kan ha utförts där.
Säkerhetspolisen (Säpo) inkopplades tidigt i mordutredningen för att undersöka eventuella politiska motiv. Utredarna eftersökte bland annat en man som under natten mot den 2 april tog taxi från Nynäshamn till Stockholm. Mannen beskrevs som omkring trettio år och av utländsk härkomst. Han hoppade av taxin i närheten av Vasagatan vid Centralstationen i Stockholm, där bussarna till Arlanda går. Polisen lyckades aldrig få kontakt med den eftersökte mannen.

## Uppdrag granskning
Den 30 september 2003 visade Sveriges Televisions Uppdrag granskning ett inslag, med titeln I nationens intresse, om fallet. I inslaget, skapat av journalisten Oscar Hedin, gjordes det bland annat gällande att Säpo haft kännedom om flera viktiga omständigheter kring mordfallet men att man undanhållit dessa uppgifter för polisutredningen. Bland annat ska Säpo, enligt inslaget, på ett tidigt stadium ha känt till identiteten på den eftersökte man som tog taxi från Nynäshamn till Stockholm under natten mot den 2 april samt både ha telefonavlyssnat och skuggat denne man under den aktuella kvällen. Enligt inslaget ska Säpo även kort efter mordet ha förhört den taxichaufför som körde mannen. I förhöret med Säpo kunde taxichauffören identifiera den misstänkte mannen men även detta undanhölls, enligt inslaget, för polisutredningen.
Den misstänkte mannen ifråga utpekades i inslaget som en iransk underrättelseagent vid namn Reza Taslimi, som på uppdrag av den iranska statsmakten hade till uppgift att planera mord på iranska regeringsmotståndare i Sverige. Enligt inslaget ska Taslimi ha gripits av Säpo i Sverige två år efter mordet, då han ansågs utgöra ett hot mot rikets säkerhet. Därefter ska han i hemlighet ha förts ut ur landet utan att ha kunnat ställas inför rätta eller förhöras av polisutredningen. En tänkbar förklaring till Säpos och/eller den svenska regeringens agerande som fördes fram i inslaget var att man fruktade repressalier i form av våldsdåd, liknande de som inträffade i bland annat Frankrike sedan iranska agenter dömts i fransk domstol för mordet på den tidigare iranska premiärministern Shapour Baktiar, om iranska agenter ställdes inför rätta i Sverige.
Sten Andersson, Sveriges utrikesminister åren 1985–1991, kommenterade i inslaget Säpos begäran om utlämnande: "Säkerhetspolisen blir ju lätt en stat i staten och måste bli det. Man går vid gränsen, ibland över gränsen till det som är tillåtet. Å andra sidan, vi kunde ju inte säga emot dom, om dom gjorde gällande att rikets säkerhet krävde att dom skulle utvisa några människor.". Arne Nilsson, en före detta kriminalpolis som arbetade med mordutredningen, var samtidigt starkt kritisk till att Säpo undanhållit avgörande information från mordutredningen: "Det är fruktansvärt. Ett av de grövsta brotten har begåtts och vi fick inte tillfälle att höra en person som var intressant för mordutredningen eller se om det gick att binda honom till lägenheten".
I samband med inslaget i Uppdrag granskning publicerades även en artikel på DN Debatt där publicisten Arne Ruth och litteraturvetaren Haideh Daragahi riktade skarp kritik mot Säpos och den tidigare svenska regeringens agerande i fallet.